# Octave Bernard
Pour les articles homonymes, voir Octave Bernard (dramaturge) et Bernard (patronyme).
Octave Bernard, né à Montmorillon le 30 mars 1844 et mort à La Trimouille le 19 septembre 1904, est un magistrat et homme politique français.

## Biographie
Marie-Octave Bernard est le fils de Prosper Bernard, ancien notaire et propriétaire à Montmorillon, dans le département de la Vienne. La famille Bernard rencontre par la suite des difficultés pécuniaires, Prosper ayant fait faillite. Octave parvient cependant à financer ses études de droit, notamment en donnant des cours.
Jeune avocat à la cour d'appel de Bordeaux depuis 1866, Octave Bernard se mêle aux milieux républicains locaux. En 1868, il épouse Adine Lavertujon, fille d'Alfred Lavertujon (18..-1891). Adine est la sœur d'Henri Lavertujon ainsi que la nièce d'André Lavertujon et de l'imprimeur Gustave Gounouilhou, respectivement rédacteur en chef et propriétaire de La Gironde, un journal d'opposition au Second Empire.
En 1878, Bernard est élu conseiller municipal de Bordeaux et nommé adjoint (chargé du contentieux) au maire Albert Brandenburg. Quelques mois plus tard, il est également élu conseiller d'arrondissement.
L'année suivante, la mort du député Simiot provoque une élection législative partielle dans la première circonscription de Bordeaux. Les républicains sont divisés : Bernard, investi par le comité de l'Union républicaine, est concurrencé par un autre gambettiste, le docteur Métadier, face à André Lavertujon, candidat des républicains les plus modérés, tandis que les socialistes posent la candidature d'Auguste Blanqui afin de protester contre l'incarcération de ce dernier et de réclamer l'amnistie. Au soir du premier tour, le 6 avril 1879, Bernard a la déception d'arriver derrière ses trois concurrents, avec 1 564 voix, après Métadier (1 674), et loin derrière Blanqui (3 673) et Lavertujon (4 665 voix). Il retire sa candidature dès le lendemain mais sans donner de consigne de vote pour le second tour, contrairement à Métadier, qui se désiste explicitement en faveur de Blanqui. Le 22 avril, Octave Bernard tire les conséquences de son échec en démissionnant de ses fonctions d'adjoint et de conseiller d'arrondissement.
Fin 1879, l'engagement républicain de Bernard lui ouvre la voie de la magistrature : le 7 février 1880, il est ainsi nommé avocat général à Nîmes, en remplacement de Joseph Clappier, qui aurait été révoqué pour avoir gêné les affaires d'un député républicain, Seignobos. Le 29 juillet de la même année, Bernard est désigné substitut du procureur général à la cour d'appel de Paris. Le 22 octobre 1884, il est nommé avocat général auprès de cette juridiction. Le 11 mai 1886, il obtient le poste de procureur de la République près le tribunal de première instance de la Seine. Le 2 octobre 1888, il est nommé conseiller à la Cour de cassation.
Le 17 mars 1895, les électeurs du canton de La Trimouille confient à Octave Bernard, enfant du pays, le mandat de conseiller général de la Vienne laissé vacant par la mort du docteur Jourdanne.
Le 30 juin 1899, quelques jours après l'arrivée au pouvoir du gouvernement de « défense républicaine » dirigé par Waldeck-Rousseau, Octave Bernard, qui passe pour un dreyfusard, est amené à remplacer Edmond Bertrand en tant que procureur général près la cour d'appel de Paris. La même année, il est nommé procureur général près la Haute Cour de justice dans le cadre du procès du « complot » nationaliste, qui aboutit notamment au bannissement de Déroulède le 4 janvier 1900. Les services rendus au régime lors de ce procès politique lui valent sa promotion au grade de commandeur de la Légion d'honneur (6 août) ainsi que sa nomination à la présidence d'une chambre civile à la Cour de cassation (2 octobre 1900).
En septembre 1900, l'élection au Sénat du député Maurice Demarçay provoque une législative partielle dans l'arrondissement de Montmorillon. Appelant à l'union de tous les républicains, Bernard préside dans sa ville natale un congrès républicain qui investit Junyen Corderoy.
Le conseiller général Bernard ne se représente pas lors élections cantonales de juillet 1901. Malade depuis plusieurs mois, il meurt le 19 septembre 1904 dans sa villa des Chaumettes, à La Trimouille. Lors de ses obsèques, célébrées le 21 septembre à La Trimouille, l'assistance comprend notamment le sénateur Henri Lavertujon, beau-frère du défunt, l'ancien ministre de la Justice Ernest Monis, le sénateur Demarçay, le maire et le sous-préfet de La Trimouille ainsi que plusieurs magistrats. L'inhumation a lieu le lendemain, au cimetière de la Chartreuse de Bordeaux, en présence du préfet de la Gironde, Charles Lutaud.